# Иганя-Суа
Иганя-Суа — река в России, течёт по территории западной части Сармановского района Республики Татарстан. Правый приток реки Иганя.
Длина реки составляет 13 км, площадь водосборного бассейна 39,9 км².
Начинается к югу от деревни Иганя-Баш. Преобладающим направлением течения является север. Впадает в Иганю на высоте 137 м над уровнем моря в селе Петровский Завод.

## Данные водного реестра
По данным государственного водного реестра России относится к Камскому бассейновому округу, водохозяйственный участок реки — Ик от истока и до устья, речной подбассейн реки — бассейны притоков Камы до впадения Белой. Речной бассейн реки — Кама.
Код водного объекта в государственном водном реестре — 10010101312111100028893.